# Margarete Hütter
Margarete Hütter (Berlin, 26 mars 1909 - Bad Godesberg, 25 novembre 2003) est une femme politique allemande. 